# Суботина (Байкаловський район)
Субо́тина (рос. Субботина) — присілок у складі Байкаловського району Свердловської області. Входить до складу Баженовського сільського поселення.
Населення — 66 осіб (2010, 51 у 2002).
Національний склад населення станом на 2002 рік: росіяни — 100 %.